# Sepsi-78
Sepsi-78 is een Finse voetbalvereniging uit Seinäjoki. De club werd opgericht in 1978 na een bankroet van een van de voorlopers van de club, het op 17 februari 1930 opgerichte Seinäjoen Palloseura (SePS). De eerste elftallen van Sepsi-78 en TP-Seinäjoki gingen in 2007 op in Seinäjoen Jalkapallokerho. Sepsi-78 legde zich nadien vooral toe op het jeugdvoetbal en de jeugdopleiding.
De club speelde drie seizoenen (1980, 1981, 1982) in de hoogste afdeling, de Mestaruussarja, de voorganger van de Veikkausliiga. Nu speelt het in de lagere amateurreeksen. Het speelt de thuiswedstrijden in het Seinäjoen ravirata, dat plaats biedt aan negenhonderd toeschouwers.

## Bekende (oud-)spelers
- Stefan Lindström
- Mikko Lampi
- Hannu Rajaniemi